# Cercle intime
Pour plus de détails, voir Fiche technique et Distribution.
Cercle intime (The Monkey's Mask) est un film réalisé par Samantha Lang, sorti en 2001.

## Synopsis
Jill Fitzpatrick est une jeune femme lesbienne de 28 ans, détective privée au chômage et célibataire. À la recherche de sensations fortes, elle accepte d'enquêter sur la disparition de Mickey Norris, une étudiante.
Rapidement, Jill tombe amoureuse de la séduisante Diana Maitland, la professeur de poésie de Mickey. Le corps sans vie de la jeune fille ne tarde pas à être retrouvé : elle a été étranglée puis enterrée.
N'accordant aucune confiance à la police, les parents de Mickey, accablés de douleur, demandent à Jill de retrouver le meurtrier. Aveuglée par sa passion subite pour la poésie, celle-ci ira jusqu'à mettre sa vie en danger pour découvrir la vérité.

## Fiche technique
- Titre : Cercle intime
- Titre original : The Monkey's Mask
- Réalisation : Samantha Lang
- Scénario : Anne Kennedy, d'après la nouvelle The Monkey's Mask de Dorothy Porter (en)
- Production : Robert Collony, John Maynard
- Genre : drame, thriller
- Durée : 1h33
- Distributeur : Mars distribution
- Date de sortie : 
  - Australie : 10 mai 2001
  - France : 15 août 2001
- Classification :
  - France : interdit aux moins de 12 ans[1]
  - Royaume-Uni : interdit aux moins de 18 ans[2]

## Distribution
- Susie Porter : Jill Fitzpatrick
- Kelly McGillis : Diana
- Marton Csokas : Nick
- Deborah Mailman : Lou
- Abbie Cornish : Mickey
- Jean-Pierre Mignon : Tony Brach